# Râul Sititelec
Râul Sititelec este un curs de apă, afluent al râului Bicaci. 

## Hărți
- Harta munții Apuseni